# Residualkörper
|  | Dieser Artikel wurde aufgrund von formalen oder inhaltlichen Mängeln in der Qualitätssicherung Biologie zur Verbesserung eingetragen. Dies geschieht, um die Qualität der Biologie-Artikel auf ein akzeptables Niveau zu bringen. Bitte hilf mit, diesen Artikel zu verbessern! Artikel, die nicht signifikant verbessert werden, können gegebenenfalls gelöscht werden. Lies dazu auch die näheren Informationen in den Mindestanforderungen an Biologie-Artikel. |

Der Residualkörper ist ein ehemaliger Nahrungshohlraum innerhalb einer Zelle, genauer eine Nahrungsvakuole bei Urwesen (Protisten), die kein weiter abbaubares Material mehr enthält. Die Residualkörper werden auch als Restkörper, Defäkationsvakuolen, Residualvakuolen oder Telolysosomen bezeichnet.
Sie werden von der Zelle über unterschiedliche Prozesse ausgeschieden, zum Beispiel per Exozytose, eine Art des Stofftransports aus der Zelle heraus. Dabei verschmelzen, „fusionieren“ im Cytosol liegende Vesikel mit der Zellmembran und geben so die in ihnen gespeicherten Stoffe frei.
Der einfachste Weg ist die Ausscheidung durch ein Verschmelzen der Membran des Residualkörpers mit der Zellmembran in Umkehrung der Phagozytose, bei der aktiv Partikel oder kleinere Zellen in eine einzelne eukaryotische Zelle aufgenommen werden. Bei Zellen mit einer verhärteten Zellrinde (Pellicula) existiert für diesen Prozess ein eigener Zellafter (Cytopyge).